# 溝口清
溝口 清（みぞぐち きよし、1880年（明治13年）11月13日 - 1965年（昭和40年）2月24日）は、大日本帝国陸軍軍人。最終階級は陸軍少将。功三級。

## 経歴・人物
佐賀県出身。1902年（明治35年）陸軍士官学校第14期卒業。
1927年（昭和2年）7月に陸軍歩兵大佐・盛岡連隊区司令官、1929年（昭和4年）8月に歩兵第8連隊長を経て、1932年（昭和7年）4月11日に陸軍少将に進級と同時に待命、同月28日に予備役に編入した。
1947年（昭和22年）11月28日、公職追放仮指定を受けた。